# Чернеча (притока Есмані)
Черенеча — річка в Україні, у Шосткинському районі Сумської області. Права притока Есмані (басейн Дніпра).

## Опис
Довжина річки приблизно 11 км.

## Розташування
Бере початок в урочищі Ведмежа Балка. Тече переважно на північний схід через північно-західну частину Глухіва і впадає в річку Есмань, праву притоку Клевені.
Річку перетинає автомобільна дорог E101М02

## Цікавий факт
- На північно-західній околиці Глухова створено заказник місцевого значення «Чернечі джерела[2]».